# Polizeiaufgabengesetz (Bayern)
Das Polizeiaufgabengesetz (PAG), Langtitel Gesetz über die Aufgaben und Befugnisse der Bayerischen Polizei, ist ein Landesgesetz des Freistaates Bayern, das die Aufgaben und Befugnisse der Polizei auf dem Gebiet der Gefahrenabwehr regelt. Es wurde am 16. Oktober 1954 unter der Bezeichnung Gesetz über die Aufgaben und Befugnisse der Polizei in Bayern erlassen und am 24. August 1978 unter der Bezeichnung Gesetz über die Aufgaben und Befugnisse der Bayerischen Staatlichen Polizei neu gefasst. 
Das Gesetz wurde 1989, 2017 und 2018 Novellen unterzogen, die in der Öffentlichkeit kontrovers diskutiert und z. T. von Protesten begleitet wurden. Zum 1. August 2021 trat erneut eine Novelle in Kraft, dabei wurde das Wort Staatlichen aus dem Titel entfernt.

## Geschichte
Erste überörtliche Regelungen im Heiligen Römischen Reich waren die Reichspolizeiordnungen von 1530, 1548 und 1577.
Im absolutistischen Polizeistaat des 17. und 18. Jahrhunderts konnte etwa Maximilian I. mittels seiner Beamtenschaft verbindliche Anordnungen zum gesamten Lebensbereich der Untertanen treffen und diese mit Zwangs- und Strafgewalt durchsetzen. Mit der Aufklärung entstand 1794 das Preußische Allgemeine Landrecht (ALR), dessen räumlicher Geltungsbereich sich auch auf Teile des späteren Königreich Bayern erstreckte. Es beschränkte den Aufgabenbereich der Polizei auf die Gefahrenabwehr. In § 10 Titel 17 Teil II ALR hieß es: „Die nöthigen Anstalten zur Erhaltung der öffentlichen Ruhe, Sicherheit und Ordnung und zur Abwendung der dem Publico oder einzelnen Mitgliedern desselben bevorstehenden Gefahr zu treffen, ist das Amt der Polizey“.
Mit dem Polizeistrafgesetzbuch vom 10. November 1861 bzw. 26. Dezember 1871 wurden die polizeilichen Eingriffsbefugnisse spezialgesetzlich geregelt. Demgegenüber beschränkte im preußischen Rechtskreis kein Gesetz, sondern das Kreuzberg-Urteil des Preußischen Oberverwaltungsgerichts vom 14. Juni 1882 die polizeilichen Befugnisse auf den Bereich der Gefahrenabwehr.
Nach Art. 9 Nr. 2 der Weimarer Verfassung hatte das Reich die Gesetzgebung über den Schutz der öffentlichen Ordnung und Sicherheit, (nur) soweit ein Bedürfnis für den Erlass einheitlicher Vorschriften vorhanden war. Somit hatten grundsätzlich weiter die Länder die Gesetzgebungskompetenz (vgl. z. B. für Preußen das Polizeiverwaltungsgesetz vom 1. Juni 1931, welches nicht zuletzt durch die Rechtsprechung des Preußischen Oberverwaltungsgerichts maßgeblich beeinflusst worden war).
In der Zeit des Nationalsozialismus wurden die Polizeien der Länder und Gemeinden am 1. April 1935 durch das Reich übernommen (vgl.: Ordnungspolizei), außerdem seit Mitte 1936 mit der Berufung Heinrich Himmlers in das eigens geschaffene Amt des „Reichsführers SS und Chefs der Deutschen Polizei“ ideologisch in die NSDAP eingebunden.
Die Militärregierungen der Besatzungsmächte stellten in Deutschland nach dem Zweiten Weltkrieg die Länderhoheit über das Polizeiwesen wieder her. Die Gesetzgebungs- und Verwaltungskompetenz für das allgemeine Polizei- und Ordnungsrecht fällt nach Art. 30 und Art. 70 des Grundgesetzes von 1949 allein in den Kompetenzbereich der Länder.

## Systematik

### Inhaltsübersicht
Das Polizeiaufgabengesetz orientiert sich seit seiner Neufassung im Jahre 1978 an dem in verschiedener Hinsicht modifizierten Musterentwurf eines einheitlichen Polizeigesetzes.
Es ist in sieben Abschnitte gegliedert:
1. Allgemeine Vorschriften zum Begriff der Polizei, ihren Aufgaben, dem Grundsatz der Verhältnismäßigkeit, der Ausübung von Ermessen und der Polizeipflicht, Art. 1–10 PAG
2. Befugnisse der Polizei, Art. 11–29 PAG (polizeiliche Generalklausel und Standardmaßnahmen)
3. Datenverarbeitung, Art. 30–66 PAG (Erhebung und Verarbeitung personenbezogener Daten zum Zweck der Gefahrenabwehr)
4. Vollzugshilfe, Art. 67–69 PAG
5. Zwang, Art. 70–86 PAG
6. Entschädigungs-, Erstattungs- und Ersatzansprüche, Art. 87–90 PAG
7. Schlussbestimmungen, Art. 91–95

### Polizeiorganisation
Fragen der Polizeiorganisation sind nicht im Polizeiaufgaben-, sondern im Polizeiorganisationsgesetz (POG) geregelt. Danach ist die Polizei in Bayern organisatorisch gegliedert in die Landespolizei mit Polizeipräsidien und Polizeiinspektionen, die im gesamten Staatsgebiet für alle der Polizei obliegenden Aufgaben tätig ist, der Bereitschaftspolizei, die aus besonderem Anlass auf Weisung des Staatsministeriums eingesetzt wird, dem Landeskriminalamt als zentraler Dienststelle für kriminalpolizeiliche Aufgaben und dem Polizeiverwaltungsamt.
Entsprechend ihrer angelsächsischen Tradition (polizeilicher Schutz der Bürger, weniger des Staates) hatten die britischen und amerikanischen Besatzungsmächte nach dem Zweiten Weltkrieg eine Rekommunalisierung der Polizei angestrebt. Die auf den Konferenzen von Jalta und Potsdam beschlossenen allgemeinen Grundsätze der Entmilitarisierung, Entnazifizierung, Demokratisierung und Dezentralisierung Deutschlands wurden auch auf die Reorganisation der deutschen Polizei angewandt. Die in der amerikanischen Besatzungszone zunächst bestehende kommunale Polizei wurde jedoch aus Kostengründen in die Landespolizei integriert.

### Trennungsprinzip
Bayern gehört zu jenen Bundesländern, die zwischen Polizei- und Sicherheitsbehörden unterscheiden. Gemeinden, Landratsämter, Bezirksregierungen und das Staatsministerium des Innern haben als Sicherheitsbehörden ebenfalls die Aufgabe, die öffentliche Sicherheit und Ordnung durch Abwehr von Gefahren und durch Unterbindung und Beseitigung von Störungen aufrechtzuerhalten. Ihre Befugnisse sind jedoch im Landesstraf- und Verordnungsgesetz (LStVG) speziell geregelt. Die Sicherheitsbehörden sind nicht nur zum Erlass von Einzelanordnungen ermächtigt, sondern auch zum Erlass sicherheitsrechtlicher Verordnungen. Ein Beispiel ist die sog. Kampfhunde-Verordnung.

## Novelle 1989 ("Lex Wackersdorf")
Als Reaktion auf die gewalttätigen Demonstrationen gegen die atomare Wiederaufarbeitungsanlage Wackersdorf (WAA) wurde im März 1989 nach monatelangen heftigen Debatten im bayerischen Landtag (Kabinett Streibl I) eine Novellierung des Polizeiaufgabengesetzes beschlossern. Sie ermöglichte es der Polizei, Personen zur Verhütung von Straftaten oder Ordnungswidrigkeiten von „erheblicher Bedeutung“ bis zu 14 Tage in Unterbindungsgewahrsam zu nehmen. Die Änderung trat am 1. April 1989 in Kraft. Kritiker bezeichneten sie als „Lex Wackersdorf“. Gegen die Novellierung regte sich Protest von vielen Seiten.
Premiere hatte das neue Gesetz im August 1990, als Demonstranten anlässlich des Hiroshima-Gedenktages vor dem AKW Gundremmingen eine Mahnwache halten wollten und in Vorbeugehaft bzw. in „Unterbindungsgewahrsam“ genommen wurden.
Dass auch in Baden-Württemberg eine Vorbeugehaft von zwei Wochen möglich war, sah der Bayerische Staatsminister Edmund Stoiber als Beleg dafür, dass die vorgesehene Rechtsverschärfung "völlig üblich" sei, der Rechtsstaat sei dadurch gestärkt und nicht gefährdet worden.
Innenminister Stoiber begründete die Ausweitung auf 14 Tage mit rechtsextremen Umtrieben, die der Verfassungsschutz zum 100. Geburtstag von Adolf Hitler 1989 unter anderem in Wunsiedel befürchtete.
1990 lehnte der Bayerische Verfassungsgerichtshof die Klage gegen die Ausdehnung des „Unterbindungsgewahrsams“ ab.
1997 hatte das Bundesverfassungsgericht zwar keine grundsätzlichen Bedenken gegen die bayerische Vorbeugehaft, allerdings müssen Gerichte die Rechtmäßigkeit überprüfen.

## Novelle 2017

### Entstehungsgeschichte
Nach dem Anschlag in einer Regionalbahn bei Würzburg, dem Sprengstoffanschlag von Ansbach sowie dem Anschlag auf den Berliner Weihnachtsmarkt im Jahr 2016 beschloss das bayerische Kabinett auf seiner Sitzung am 24. Januar 2017 ein „Sofortprogramm Innere Sicherheit“.
Nach einem ersten Gesetzentwurf vom 21. Februar 2017 fand zu einem überarbeiteten Entwurf vom 4. April 2017 am 17. Mai 2017 eine Expertenanhörung statt. Dieser Gesetzentwurf wurde unter Ablehnung eines Änderungsantrags der Freien Wähler in der Gestalt eines CSU-Änderungsantrags am 19. Juli 2017 im Bayerischen Landtag gegen die Stimmen von Bündnis 90/Die Grünen und unter Enthaltung der Fraktionen von SPD und FWG beschlossen. Er nahm einzelne schon länger für das Jahr 2018 geplante Änderungen des Polizeiaufgabengesetzes vorweg. Das Gesetz zur effektiveren Überwachung gefährlicher Personen trat am 1. August 2017 in Kraft.

### Begriff der drohenden Gefahr
Als erstes Bundesland hat Bayern die vom Bundesverfassungsgericht so bezeichnete „drohende Gefahr“ in die landespolizeirechtliche Generalklausel übernommen. Gem. Art. 11 Abs. 3 Satz 1 PAG n. F. kann die Polizei die notwendigen Maßnahmen treffen, um einen Sachverhalt aufzuklären und die Entstehung einer Gefahr für ein bedeutendes Rechtsgut zu verhindern, wenn im Einzelfall das individuelle Verhalten einer Person die konkrete Wahrscheinlichkeit begründet oder Vorbereitungshandlungen für sich oder zusammen mit weiteren bestimmten Tatsachen den Schluss auf ein seiner Art nach konkretisiertes Geschehen zulassen, wonach in absehbarer Zeit Angriffe von erheblicher Intensität oder Auswirkung zu erwarten sind (drohende Gefahr).
Nach Ansicht des Bundesverfassungsgerichts ist der Gesetzgeber zur Abwehr von Gefahren des internationalen Terrorismus nicht von vornherein für jede Art der Aufgabenwahrnehmung auf die Schaffung von Eingriffstatbeständen beschränkt, die dem tradierten sicherheitsrechtlichen Modell der Abwehr konkreter, unmittelbar bevorstehender oder gegenwärtiger Gefahren entsprechen. Vielmehr kann er die Grenzen für bestimmte Bereiche mit dem Ziel schon der Straftatenverhütung unter bestimmten Voraussetzungen auch weiter ziehen, indem er die Anforderungen an die Vorhersehbarkeit des Kausalverlaufs reduziert. Erforderlich ist jedoch, dass sich der zum Schaden führende Kausalverlauf zwar noch nicht mit hinreichender Wahrscheinlichkeit vorhersehen lässt, aber bereits bestimmte Tatsachen auf eine im Einzelfall drohende Gefahr für ein überragend wichtiges Rechtsgut hinweisen. Das kann etwa der Fall sein, wenn eine Person aus einem Ausbildungslager für Terroristen im Ausland in die Bundesrepublik Deutschland einreist.

### Erweiterung einzelner Befugnisse
Neben der Einführung der elektronischen Aufenthaltsüberwachung (Art. 32a PAG n.F.), der Quellen-Telekommunikationsüberwachung (Art. 34a PAG n.F.) sowie von Aufenthaltsanordnungen und Kontaktverboten ergänzend zur Platzverweisung (Art. 16 Abs. 2 PAG n.F.) bestand die zentrale Änderung des Gesetzes in der Aufhebung der bisherigen absoluten Höchstdauer des Sicherungsgewahrsams von 14 Tagen. Nach Art. 20 Nr. 3 PAG n.F. können Personen unbegrenzt in polizeilichen Gewahrsam genommen werden. Lediglich alle drei Monate muss richterlich geprüft werden, ob die Voraussetzungen für den Gewahrsam nach Art. 17 PAG weiter vorliegen. Gegebenenfalls kann der Gewahrsam jeweils um weitere drei Monate verlängert werden.
Außer atypischen Maßnahmen aufgrund der Generalklausel zur Aufklärung eines Sachverhalts und um die Entstehung einer Gefahr zu verhindern sind auch verschiedene Standardmaßnahmen bereits zur Abwehr einer drohenden Gefahr für ein bedeutendes Rechtsgut zulässig, beispielsweise
- Identitätsfeststellung (Art. 13 Abs. 1 Nr. 1b PAG)
- erkennungsdienstliche Maßnahmen (Art. 14 Abs. 1 Nr. 4 PAG)
- Platzverweis, Kontaktverbot, Aufenthalts- und Meldeanordnungen (Art. 16 Abs. 1 Satz 1 Nr. 2, Abs. 2 PAG)
- Durchsuchung von Personen (Art. 21 Abs. 1 Nr. 3 PAG)

Bedeutende Rechtsgüter sind in Anlehnung an die Rechtsprechung des Bundesverfassungsgerichts gem. Art. 11 Abs. 3 Satz 2 Nr. 1–5 PAG der Bestand oder die Sicherheit des Bundes oder eines Landes, Leben, Gesundheit oder Freiheit, die sexuelle Selbstbestimmung, erhebliche Eigentumspositionen oder Sachen, deren Erhalt im besonderen öffentlichen Interesse liegt.

### Verfassungsmäßigkeit
Seit dem 15. September 2017 ist vor dem Bayerischen Verfassungsgerichtshof gegen eine Vielzahl aufgrund des Gesetzes geänderter Vorschriften des PAG eine Popularklage anhängig. Diese richtet sich im Wesentlichen auf Überprüfung des Begriffs der drohenden Gefahr und des unbefristeten Sicherungsgewahrsams im Hinblick auf das rechtsstaatliche Bestimmtheitsgebot aus Art. 3 Abs. 1 Satz 1 Bayerische Verfassung. Der Ausschuss für Verfassung, Recht und Parlamentsfragen hat dem Bayerischen Landtag empfohlen, sich an dem Verfahren zu beteiligen.
Zudem sind vor dem bayerischen Verfassungsgerichtshof zahlreiche weitere Popularklagen anhängig, eingereicht von verschiedenen politischen Akteuren sowie Professoren und Studierenden. Auch vor dem Bundesverfassungsgericht sind Verfahren anhängig.
Eine dieser Klagen, die im Jahr 2018 eingereichte Popularklage des Bundes für Geistesfreiheit vor dem bayerischen Verfassungsgerichtshof gegen mehrere Regelungen wie den (allerdings seit 2021 wieder befristeten, vgl. unten) Präventivgewahrsam und den Begriff der „drohenden Gefahr“, wurde am 14. Juni 2023 abgewiesen.

## Novelle 2018

### Anlass
Mit der Novelle 2018 wurde die sog. JI-Richtlinie für den Datenschutz in den Bereichen Polizei und Justiz (Richtlinie (EU) 2016/680), die eine Umsetzungsfrist bis zum 25. Mai 2018 enthielt, im Landespolizeirecht und im Bayerischen Datenschutzgesetz umgesetzt, soweit dieses für die polizeiliche Tätigkeit ergänzende Bestimmungen enthält. Zudem wurde das PAG an die Rechtsprechung des Bundesverfassungsgerichts im BKAG-Urteil zu den erforderlichen Richtervorbehalten und der parlamentarischen Kontrolle bei der heimlichen Datenerhebung angepasst. Die Gefahrenkategorie der drohenden Gefahr für bedeutende Rechtsgüter wurde in Fortführung des Gesetzes zur effektiveren Überwachung gefährlicher Personen, das am 1. August 2017 in Kraft getreten war, auch in weitere, im BKAG-Urteil vorgezeichnete Befugnisse eingeführt.
Das Kabinett Söder verankerte daneben eine Reihe von zusätzlichen Kompetenzen für die Bayrische Polizei in der Gesetzesvorlage. Der Bayerische Landtag stimmte am 15. Mai 2018 der Novellierung des Polizeiaufgabengesetzes mit den Stimmen der CSU-Mehrheit mit 89 zu 67 Stimmen (bei 2 Enthaltungen) zu. Das Gesetz zur Neuordnung des bayerischen Polizeirechts (PAG-Neuordnungsgesetz) trat am 25. Mai 2018 in Kraft.

### Einzelne Regelungen
- Die Erhebung personenbezogener Daten darf zur Gefahrenabwehr durch die molekulargenetische Untersuchung aufgefundenen Spurenmaterials unbekannter Herkunft zum Zwecke der Feststellung des DNA-Identifizierungsmusters, des Geschlechts, der Augen-, Haar- und Hautfarbe, des biologischen Alters und der biogeographischen Herkunft des Spurenverursachers erfolgen, nicht jedoch zur Erstellung eines Persönlichkeitsprofils (Art. 32 Abs. 1 Satz 2 bis 4 PAG n.F.).
- Art. 33 PAG n.F. ermöglicht offene Bild- und Tonaufnahmen von Personen bei öffentlichen Veranstaltungen oder Ansammlungen sowie an anderen öffentlich zugänglichen Orten wie Unterkünften von Asylbewerbern, Orten, an denen Personen der Prostitution nachgehen und weiteren Orten, bei denen tatsächliche Anhaltspunkte die Annahme rechtfertigen, dass dort Ordnungswidrigkeiten von erheblicher Bedeutung oder Straftaten begangen werden. Für öffentliche Versammlungen und Aufzüge gilt die spezielle Ermächtigung in Art. 9 BayVersG. Der Einsatz von Körperkameras (sog. Body-Cams) sowie Dashcams zum Eigenschutz der Polizeibeamten oder zum Schutz von Dritten ist nach einem Pilotprojekt aus dem Jahr 2016 in Art. 33 Abs. 4 Satz 1 PAG nunmehr gesetzlich geregelt. Zur Beweissicherung ist auch eine kurzfristige Aufzeichnung zulässig. Die technische Ausstattung der Bayerischen Polizei mit Body-Cams soll nach derzeitigem Planungsstand Anfang 2019 beginnen.[42] Zur Datenerhebung dürfen auch unbemannte Luftfahrtsysteme (Drohnen) eingesetzt werden (Art. 47 PAG n.F.).[43]
- Die Polizei kann ohne Wissen des Betroffenen Postsendungen bei Postdienstleistern sicherstellen (Art. 35 Abs. 1 PAG n.F.).[44] Diese landesgesetzliche Regelung schließt zu den bundesgesetzlichen Befugnissen zur Postbeschlagnahme in § 99, 100 StPO und § 50 BKAG auf.[45] Die Maßnahme steht unter Richtervorbehalt und ist auf höchstens drei Monate zu befristen, kann aber um jeweils längstens drei Monate verlängert werden (Art. 35 Abs. 2 und Abs. 3 PAG n.F.).
- Die Polizei darf verdeckte Ermittler (VE) und V-Personen (VP) einsetzen. Richtet sich der Einsatz gegen eine bestimmte Person oder soll eine nicht allgemein zugängliche Wohnung betreten werden, unterliegen die Maßnahmen dem Richtervorbehalt (Art. 37 Abs. 2, 38 Abs. 2 PAG n.F).
- Außer dem Landesamt für Verfassungsschutz durfte auch die Polizei bereits seit dem 1. August 2008 Onlinedurchsuchungen durchführen (Art. 34d PAG a.F.).[46] Diese Befugnis wird in Art. 45 PAG n.F. auf Fälle einer drohenden Gefahr für ein in Art. 11 Abs. 3 PAG genanntes bedeutendes Rechtsgut und für Güter der Allgemeinheit, deren Bedrohung die Grundlagen der Existenz der Menschen berührt, erweitert. Durch Verweis auf Art. 41 Abs. 5 PAG wird die neu geschaffene, organisatorisch an das Polizeiverwaltungsamt angegliederte Zentrale Datenprüfstelle mit der erforderlichen Prüfung sog. Kernbereichsdaten betraut (Art. 13 POG).[47][48][49] Die verdeckten Datenerhebungsmaßnahmen der Polizei nach Art. 35 bis 46 PAG unterliegen nach Art. 52 PAG n.F. der Kontrolle durch das Parlamentarische Kontrollgremium nach dem Parlamentarischen Kontrollgremium-Gesetz (PKGG).[50]
- Der Einsatz von Explosivmitteln gegen Personen ist im Gegensatz zum Einsatz von Maschinengewehren bereits dann zulässig, wenn diese Personen selbst erkennbar den unmittelbaren Gebrauch von Schusswaffen, Sprengmitteln oder anderer vergleichbar gefährlicher Mittel beabsichtigen und der vorherige Gebrauch anderer Waffen durch die Polizei ersichtlich aussichtslos oder unzureichend ist (Art. 86 Abs. 1 Satz 2 PAG n.F.). Danach können z. B. Spezialeinheiten Explosivmittel einsetzen, um in Gebäude einzudringen, in denen sich schwer bewaffnete Terroristen verschanzen.[51] Diese Neuregelung führt zu einer Absenkung der Einschreitschwelle bei Explosivmitteln und soll auch sog. Pervertierungsfälle erfassen, etwa den gegen eine Menschenmenge gerichteten Lastkraftwagen (Gefährdung des Straßenverkehrs gem. § 315c StGB). Der Einsatz von Maschinengewehren und Explosivmitteln bedarf grundsätzlich der Zustimmung des Landespolizeipräsidenten als Leiter der für Polizeiangelegenheiten zuständigen Abteilung des Staatsministeriums des Innern, für Bau und Verkehr oder eines von ihm hierfür besonders Beauftragten (Art. 86 Abs. 2 PAG n.F.). Zudem wird nunmehr auch der Maschinengewehreinsatz gegen eine Menschenmenge gesetzlich verboten (Art. 86 Abs. 3 Satz 1 Nr. 2 PAG n.F.).

### Rechtspolitische Auseinandersetzung
Befürworter der Novelle sehen den Staat durch neue Gefährdungslagen und Bedrohungsmodalitäten insbesondere durch die neuen Anschlagsstrategien des Terrorismus herausgefordert und begründen die Schaffung neuer Befugnisse für Polizei und Nachrichtendienste mit dem staatlichen Schutzauftrag aus Art. 99 der Bayerischen Verfassung. Danach diene die Verfassung dem Schutz und dem geistigen und leiblichen Wohl aller Einwohner. Ihr Schutz gegen Angriffe sei nicht zuletzt Aufgabe der Polizei.
Der bayerische Ministerpräsident Markus Söder sagte: „Das ganze Ziel ist, Opfer zu verhindern. Es ist eine reine Aufgabe für den Schutz des Lebens. Insofern ist das ein notwendiges Gesetz.“ Bei Fällen wie Amokläufen, Terrorangriffen oder Stalking habe die Polizei zu wenig Eingriffsmöglichkeiten. Er kündigte an, eine Kommission einzurichten, welche die Umsetzung des Gesetzes begleiten soll. Der Bayerische Innenminister Joachim Herrmann verteidigt das Gesetz und hat die Proteste als eine Desinformationskampagne und als „billige Stimmungsmache“ zum Wahljahr bezeichnet. Er sieht in den Neuerungen des Polizeirechts mehr Sicherheit sowie eine Stärkung der Bürgerrechte und des Datenschutzes. Es habe noch nie ein entsprechendes Gesetz mit „so umfangreichen Datenschutzvorschriften und rechtsstaatlichen Garantien“ gegeben.
Auch der Weiße Ring befürwortet das Gesetz, da es dem Opferschutz dienlich sei.
In Polizeikreisen ist die Novelle umstritten. Die Gewerkschaft der Polizei sprach sich gegen die Gesetzesnovelle aus. Laut ihrem Vizevorsitzenden Jörg Radek sei das Gesetz „mit einer bürgernahen Polizei nicht mehr in Einklang zu bringen“. Es enthalte Regelungen, „die nicht dazu dienen, das Vertrauen zwischen der Bevölkerung und der Polizei zu stabilisieren“ und diese seien „eher darauf angelegt, Misstrauen in den Staat zu säen“. Hingegen stößt das Gesetz bei der Bezirksvertretung Niederbayern auf Zustimmung. Die Deutsche Polizeigewerkschaft stuft das Gesetz hingegen als nicht weitreichend genug ein. Sie kritisiert insbesondere die Rücknahme der DNA-Auswertung sowie die ebenfalls während des Gesetzgebungsprozesses zurückgenommene Gesichtserkennung.
Kritisch äußerte sich der ehemalige Bundesdatenschutzbeauftragte Peter Schaar: „Das Polizeiaufgabengesetz senkt die Eingriffsschwelle für die Polizei unverhältnismäßig ab.“ [...] „Im Ergebnis werden eingriffsintensive Ermittlungsmaßnahmen – etwa das Durchsuchen von Smartphones und Tablet-Computern – auch ohne richterliche Anordnung ermöglicht. Dies halte ich für verfassungsrechtlich nicht tragbar.“
Es werden bei nachweislich sinkender Kriminalität polizeiliche Befugnisse ausgeweitet. Für eine wirksame Gefahrenabwehr bedürfte die Polizei einer besseren personellen Ausstattung, zudem müsste die länderübergreifende Zusammenarbeit der Sicherheitsbehörden verbessert werden.
Gegen einzelne Regelungen der Novelle wird vorgebracht, dass die Polizei mit Befugnissen eines Nachrichtendienstes ausgestattet werde. Maßnahmen, die bisher nur dem Verfassungsschutz erlaubt waren, könne künftig auch die Polizei ergreifen. Insoweit wird befürchtet, die Trennung zwischen Nachrichtendiensten und Polizei verschwimme zunehmend. Sachverständige kritisierten im Bayerischen Landtag ferner, dass das Gesetz unverständlich sei. Heribert Prantl (SZ) schrieb kurz vor der geplanten Verabschiedung des Gesetzes:

„Das Gesetz, das dann bundesweit als Muster gelten soll, schadet der Sicherheit im Recht. Das Gesetz ist ein Verstoß gegen das Übermaßverbot. Es gibt der Polizei Befugnisse, wie sie bisher der Geheimdienst hat. Es gibt ihr Waffen, wie sie das Militär hat. Es gibt ihr Eingriffs- und Zugriffsrechte, wie sie in einem Rechtsstaat nur Staatsanwälte und Richter haben dürfen. Das neue Polizeigesetz macht aus der Polizei eine Darf-fast-alles-Behörde.“

Die Rechtswissenschaftler Carsten Momsen und Thilo Weichert wenden unter anderem ein, die Gefahrenabwehr sei zumeist dringend. Deren Bekämpfung erfordere schnelle valide Erkenntnisse. Die DNA-Phänotypisierung und die Bestimmung der „biogeographischen Herkunft“ sei dazu aber nicht geeignet, weil die forensische Wissenschaft dazu keine sicheren Wahrscheinlichkeitsaussagen liefern könne. Es stelle sich generell die Frage, wie eine zukünftige (drohende) Gefahr durch die Phänotypisierung abgewehrt werden könne.

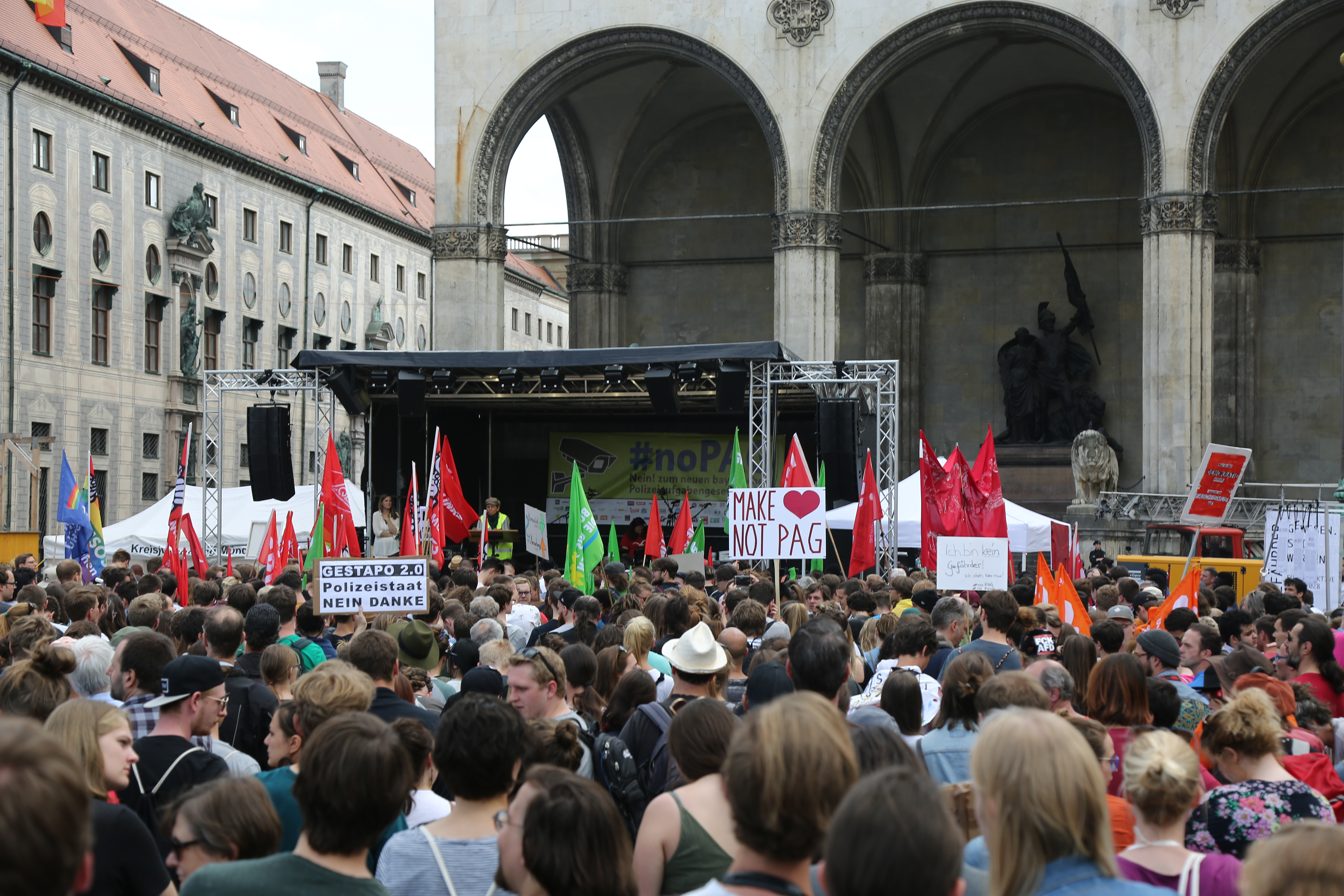
Demonstration „NoPAG“ am 10. Mai 2018 in München

Der frühere Bundesverwaltungsrichter Kurt Graulich hält den Einsatz von Explosivmitteln bei der Anwendung unmittelbaren Zwangs für unverhältnismäßig, da der Zweck des präventivpolizeilichen Waffengebrauchs nur sein dürfe, angriffs- oder fluchtunfähig zu machen. Diese Bedenken wurden bereits in den 1960er Jahren gegen den Gebrauch von Explosivmitteln gem. § 14 UZwG durch Vollzugsbeamte des Bundes vorgebracht. Die für den Betroffenen und Unbeteiligte entstehende Gefahrenlage bei Einsatz von Explosivmitteln, namentlich Handgranaten, Sprenggeschossen, die aus Schusswaffen verschossen werden können und sonstigen explosionsfähigen Stoffe, die vor Umsetzung von einem festen Mantel umgeben sind (vgl. die Legaldefinition in Art. 78 Abs. 5 PAG), sei nicht beherrschbar, weil Explosivmittel nicht im gleichen Maße zielgerichtet eingesetzt werden können wie Schusswaffen. Der terroristische Einsatz eines LKW könne naheliegender Weise mit anderen Mitteln abgewehrt werden.
Ein NoPAG genanntes Bündnis, dem sich unter anderem SPD, Bündnis 90/Die Grünen, FDP, Die Linke, die „Autonome Antifa München“, die Marxistisch-Leninistische Partei Deutschlands, die Gewerkschaft ver.di, das Münchner Umweltinstitut und weitere Organisationen anschlossen, rief am 10. Mai 2018 zu einer Demonstration gegen das neue PAG auf. An der Veranstaltung nahmen 30.000 bis 40.000 Menschen teil.
Der frühere Bundesinnenminister Gerhart Baum kündigte eine Klage an.
Gestützt auf ein Gutachten der Wissenschaftlichen Dienste des Deutschen Bundestages kündigten Bundestagsabgeordnete von FDP, Linken und Grünen im September 2018 eine abstrakte Normenkontrolle vor dem Bundesverfassungsgericht an.

### Verfassungsmäßigkeit
Soweit Art. 39 in Verbindung mit Art. 13 Abs. 1 Nr. 5 PAG die automatisierte Kfz-Kennzeichenkontrolle zur Verhütung oder Unterbindung der unerlaubten Überschreitung der Landesgrenze regelte, war diese Regelung in dem durch das Bundesverfassungsgericht im Beschluss vom 18. Dezember 2018 festgestellten Umfang nicht mit Art. 2 Abs. 1 Satz 1 GG vereinbar und durfte nur noch bis zu einer Neuregelung durch den Gesetzgeber nach Maßgabe der Gründe weiter angewendet werden. Die entsprechende Neuregelung trat am 1. Januar 2020 in Kraft.
Nach einer Klage der Grünen stellte der bayerische Verfassungsgerichtshof im August 2020 fest, dass der Artikel 29 des PAG („Befugnisse für Aufgaben der Grenzkontrolle und Sicherung von Anlagen“) teilweise verfassungswidrig sei.
Die Diskussion um die Verfassungskonformität liegt u. a. daran, dass keine Vereinbarung nach § 2 Abs. 3 des Bundespolizeigesetzes mit dem Bundesinnenminister getroffen wurde, denn dies hätte zur Folge gehabt, dass Bayern die Bundespolizei an der Grenze wieder komplett ersetzen hätte müssen, was u. a. dauerhaft einen erheblichen Personal- und Kostenaufwand nach sich gezogen hätte.
In einer Entscheidung des bayerischen Verfassungsgerichtshofes vom 17. Mai 2022 wurde eine Klage der Linken zur Feststellung der Verfassungswidrigkeit der Regelungen zur polizeilichen Zuverlässigkeitsüberprüfung abgewiesen.

## Novelle 2021
Im Dezember 2020 wurde der Entwurf einer weiteren Novelle vorgelegt. Er entstammte einer Expertenkommission, die aufgrund der öffentlichen Debatten berufen wurde. Die DNA-Phänotypisierung nach der „biogeographischen Herkunft“ wurde abgeschafft, der Begriff "drohende Gefahr" eingeschränkt und die Regelungen beim Einsatz von Bodycams in privaten Wohnräumen geändert. Der Unterbindungsgewahrsam wurde auf maximal zwei Monate verkürzt.
Der Lehrbeauftragte Felix Schmitt (HU Berlin) kritisierte den Entwurf im Verfassungsblog: Der Begriff der drohenden Gefahr sei auch weiterhin fehlerhaft aufgehängt. Im polizeilichen Vorfeld dürften gar keine Eingriffe in den Kausalverlauf gerechtfertigt werden, nur Maßnahmen der Gefahrenaufklärung. Zudem verkenne die Änderung beim Einsatz von Bodycams in Privatwohnungen die verfassungsrechtliche Tragweite des Schutzes der Unverletzlichkeit der Wohnung.
Die Änderungen traten am 1. August 2021 in Kraft.
2022 wurden Klima-Demonstranten der Letzten Generation, die sich auf dem Münchner Altstadtring festgeklebt hatten, für 30 Tage in Gewahrsam genommen.